# Eremias vermiculata
Eremias vermiculata är en ödleart som beskrevs av Blanford 1875. Eremias vermiculata ingår i släktet löparödlor, och familjen lacertider. Inga underarter finns listade i Catalogue of Life.
Arten förekommer i centrala Asien i Kazakstan, Kina och Mongoliet. Honor lägger ägg.